# (26355) Grueber
(26355) Grueber (1998 YL8) – planetoida z pasa głównego asteroid okrążająca Słońce w ciągu 4 lat w średniej odległości 2,52 j.a. Odkryta 23 grudnia 1998 roku.